# 洛塔林吉亚
洛塔林吉亚（拉丁語：regnum Lotharii，regnum Lothariense，Lotharingia）是加洛林帝国的继承国之一，同时也是一个短命的中世纪王国。它的领土范围包括今天的洛林（法国）、卢森堡、萨尔兰（德国）、比利时的东半部、荷兰的南半部、北莱茵-威斯特法伦州的部分地区（德国)、莱茵兰-普法尔茨(德国) 和北部省(法国)。该王国以国王洛泰尔二世的名字命名，在他父亲洛泰尔一世的中法兰西王国于855年被他和他的两个兄弟瓜分时，他得到了这块领土。
843年凡尔登条约将加洛林帝国一分为三形成了中法兰克王国，仅在12年后（即855年）中法兰克王国再次一分为三，洛塔林吉亚王国因此诞生。东、西法兰西为争夺洛塔林尼亚而发生的冲突是基于这样一个事实，即这些地方是法兰克人在奥斯特拉西亚的故乡，所以拥有这些地方可以带来巨大的威望。

## 中法兰克（843–855）
817年，皇帝虔诚者路易计划在他死后将加洛林帝国分给他的三个儿子。然而除了路易的三个成年儿子之外，还有一个未曾预见到的继承人。823年，路易的第二任妻子巴伐利亚的茱蒂丝生下了第四个儿子，秃头查理。当路易于833年为了查理的利益而试图重新划分帝国的继承时，他遇到了成年儿子洛泰尔、丕平和路易的激烈反对。随之而来的是十年的内战和起伏不定的联盟，中间仅有短暂的和平时期。
丕平于838年去世，而虔诚者路易则于840年去世。其余三兄弟通过843年的《凡尔登条约》实现了和平并分割了帝国。洛泰尔作为长子，继承帝国的头衔，并获得了从北海到意大利南部的一长条领土。如此分割的原因是，意大利王国作为他在虔诚者路易统治时期所持有的子王国理应继续由洛泰尔持有，而作为皇帝，他应该在亚琛（加洛林王朝第一位皇帝查理曼的首都）和罗马（古代皇帝的首都）进行统治。因此，中法兰克（拉丁語：Francia media）包括亚琛和罗马之间的所有土地，因此它有时也被历史学家称为"Lotharingian axis"。

## 洛塔林吉亚王国（855–900）
855 年，当洛泰尔一世在普吕姆修道院去世时，它根据普吕姆条约将他的王国分给了他的三个儿子。长子路易二世继承皇位和意大利王国。还未成年的幼子查理继承普罗旺斯。二儿子洛泰尔二世得到了普罗旺斯北部的剩余领土，这是一个缺乏种族和语言统一的王国。
洛泰尔二世一直在亚琛进行统治，没有离开过他的王国。869年当洛泰尔二世去世时，他并没有留下合法子女，但有一个私生子——阿尔萨斯公爵雨果。他的叔叔们，东法兰克国王日耳曼人路易和西法兰克秃头查理（他想统治整个洛塔林吉亚）同意通过870年的《梅尔森条约》在他们之间瓜分洛塔林吉亚——西半部分归西法兰克，东半部分归东法兰克。因此，作为一个统一的王国，洛塔林吉亚在几年内便不复存在了。876年，秃头查理入侵洛塔林吉亚东部，意图夺取它，但在安德纳赫附近被日耳曼人路易击败。
879年，路易的儿子，小路易国王，应西法兰克贵族中的一个派别的邀请，接替秃头查理的儿子国王路易二世登上西法兰克的王位。经过短暂的战争，路易二世的儿子卡洛曼二世和路易三世（卡洛曼二世与路易三世二王共治）将西洛塔林吉亚割给路易。880年，于聖康坦根据《里布蒙条约》确立两国边界。
887年11月，卡林西亚的阿努尔夫召集东法兰克贵族议会，以废黜 884年继承帝国所有王国王位的胖子查理。 887 年，洛塔林吉亚贵族为了维护其选举君主的权利，与其他东法兰克贵族一起废黜了胖子查理，并选举阿努尔夫为他们的国王。阿努尔夫在东法兰克的统治最初遭到了斯波莱托的圭多三世和勃艮第的鲁道夫一世的反对，后者在原中法兰克的南半部上勃艮第当选为国王。
阿努尔夫于891年击败了维京人，并将他们驱逐出他们在鲁汶的定居点。895年，他任命他的私生子茨温蒂博尔德为洛塔林吉亚国王，后者在洛塔林吉亚进行着半独立统治，直到900年8月13日雷吉纳推翻他的统治并将其杀害。洛塔林吉亚王国随后不复存在并成为公国。

## 洛塔林吉亚公国（900–959）
公元903年，年轻的东法兰克国王路易任命格布哈德为洛塔林吉亚公爵。在当时的拉丁语文献中他的头衔被记录为（“多被称作克洛泰里亚（洛塔林吉亚）之国的公爵”） 。910年，他在对抗匈牙利入侵者的战斗中不幸战死。
911年，当非加洛林王朝的康拉德一世被选为东法兰西亚的国王时，新公爵雷吉纳领导的洛塔林吉亚贵族投票决定将他们的公国并入仍由加洛林王朝统治的西法兰克。915年，查理对他进行了嘉奖，授予他藩侯的头衔。吉塞尔博特作为其长子继承了父亲的大部分头衔，他使用的是dux Lotharingiae（"洛塔林吉亚公爵"）的头衔。
当西法兰克人于922年废黜查理三世时，他仍然是洛塔林吉亚的国王，并于923年试图重新征服他的王国。然而他被韦尔曼多瓦的赫里伯特二世俘虏并监禁，直到他于929年去世。923年，东法兰克国王亨利一世利用这个机会入侵了洛塔林吉亚（包括阿尔萨斯）。 925年，吉塞尔博特领导下的洛塔林吉亚(Lotharingians) 选举捕鸟者亨利为他们的国王。 930年，吉塞尔博特的忠诚得到了回报，亨利把女儿戈尔倍加嫁给了他。
936年亨利去世后，吉塞尔博特反叛，并试图投靠西法兰克，因为他们的国王拉乌尔很软弱，会较少干涉当地事务。939年，亨利的儿子和继任者，神圣罗马帝国皇帝奥托一世入侵洛塔林吉亚，并在安德纳赫之战中击败了吉塞尔博特，后者奋力逃脱并试图渡过莱茵河，却在河中溺毙。
此后，洛塔林吉亚的公爵都是由皇室直接任命。巴伐利亚公爵亨利一世担任了两年的公爵，941年奥托公爵继任，944年康拉德继任。洛塔林吉亚变成了一个部落公国，其公爵在皇家选举中拥有投票权。其他部落公国都是因为部落或历史原因，而洛塔林吉亚的部落公国身份则完全是政治性的。

## 959年以后的历史
953年，康拉德公爵反叛奥托一世，康拉德公爵被废黜并被奥托的弟弟布鲁诺所取代，他最终在959年平定了洛塔林吉亚的叛乱，并将其拆分为腓特烈一世统治的上洛塔林吉亚（上洛林或南洛林）和若弗鲁瓦一世统治的下洛塔林吉亚（下洛林或北洛林）。
978年，西法兰克国王洛泰尔入侵该地区并占领了亚琛，但神圣罗马帝国皇帝奥托二世反击并攻入了巴黎。 980年，洛泰尔被迫放弃对洛塔林吉亚的宣称。
除了一个短暂的时期（1033年-1044年，戈特隆一世时期），洛塔林吉亚的分裂从未被扭转过，藩侯们很快就将他们各自的封地提升为公国。12世纪，下洛塔林吉亚（或下洛林）公爵权力分崩离析，这导致林堡公国和布拉邦特公国的形成，其统治者保留了洛捷公爵的头衔（源自 "洛塔林吉亚"）。随着"下"洛林的消失，上洛林公国成为神圣罗马帝国内"洛林"的主要指称。

经过几个世纪的法国入侵和占领，洛林最终在波兰王位继承战争（1737年）结束时被割让给了法国。1766年，该公国被法国王室继承，成为法国的洛林地区。1871年，普法战争后，洛林的北部地区与阿尔萨斯合并，成为德意志帝国的阿尔萨斯-洛林省。今天，法德边境法国一侧的大部分地区都属于法国的洛林大区。

959年洛塔林吉亚分裂
蓝色：阿尔萨斯，925年割让给施瓦本公国
橙色：928年后的上洛林
绿色：977年后的下洛塔林吉亚
紫色：当前的国家边界

### 第一手来源
- Annales vedastini at The Latin Library （页面存档备份，存于）.
- Annales xantenses qui dicuntur at The Latin Library （页面存档备份，存于）.

### 第二手来源
- Bartholomew, John, and Wakelyn Nightingale.  Monasteries and Patrons in the Gorze Reform: Lotharingia C.850-1000 (2001)
- Clark, Samuel. State and Status: The Rise of the State and Aristocratic Power in Western Europe (1995) pp 53–79 excerpt
- MacLean, Simon. (2013). "Shadow Kingdom: Lotharingia and the Frankish World, c.850–c.1050". History Compass, 11: 443–457.
- Timothy Reuter, ed. The New Cambridge Medieval History, III: c. 900–c. 1024, Cambridge: Cambridge University Press, 2005. excerpts

## 延伸阅读
- Ascherson, Neal, "A Mess of Tiny Principalities" (review of Simon Winder, Lotharingia: A Personal History of Europe's Lost Country, Farrar, Straus, and Giroux, 2019, 504 pp.), The New York Review of Books, vol. LXVI, no. 20 (19 December 2019), pp. 66–68.